# Groupe de NGC 5141
Le groupe de NGC 5141 est un trio de galaxies situé dans la constellation des Chiens de chasse. La distance moyenne entre ce groupe et la Voie lactée est d'environ 83,1 Mpc (∼271 millions d'al). 

## Membres
Le tableau ci-dessous liste les trois galaxies du groupe indiquées dans l'article d'Abraham Mahtessian paru en 1998.
| Nom      | Class. | Type           | α (J2000.0)   | δ (J2000.0) | Vitesse radiale (km/s) | m    | Distance (Mpc) | Diamètre (kal) |
| -------- | ------ | -------------- | ------------- | ----------- | ---------------------- | ---- | -------------- | -------------- |
| NGC 5141 | S0     | Lenticulaire   | 13h 24m 51.4s | 36° 22′ 43″ | 5198 ± 13              | 12,8 | 79,9 ± 5,6     | 105            |
| NGC 5142 | S0     | Lenticulaire   | 13h 25m 01.1s | 36° 23′ 58″ | 5358 ± 2               | 13,3 | 83,3 ± 5,8     | 86             |
| NGC 5149 | SBbc   | Spirale barrée | 13h 26m 09.1s | 35° 56′ 04″ | 5606 ± 1               | 12,9 | 86,0 ± 6,0     | 132            |

Le site DeepskyLog permet de trouver aisément les constellations des galaxies mentionnées dans ce tableau ou si elles ne s'y trouvent pas, l'outil du site constellation permet de le faire à l'aide des coordonnées de la galaxie. Sauf indication contraire, les données proviennent du site NASA/IPAC.